# Schlomo Rosen

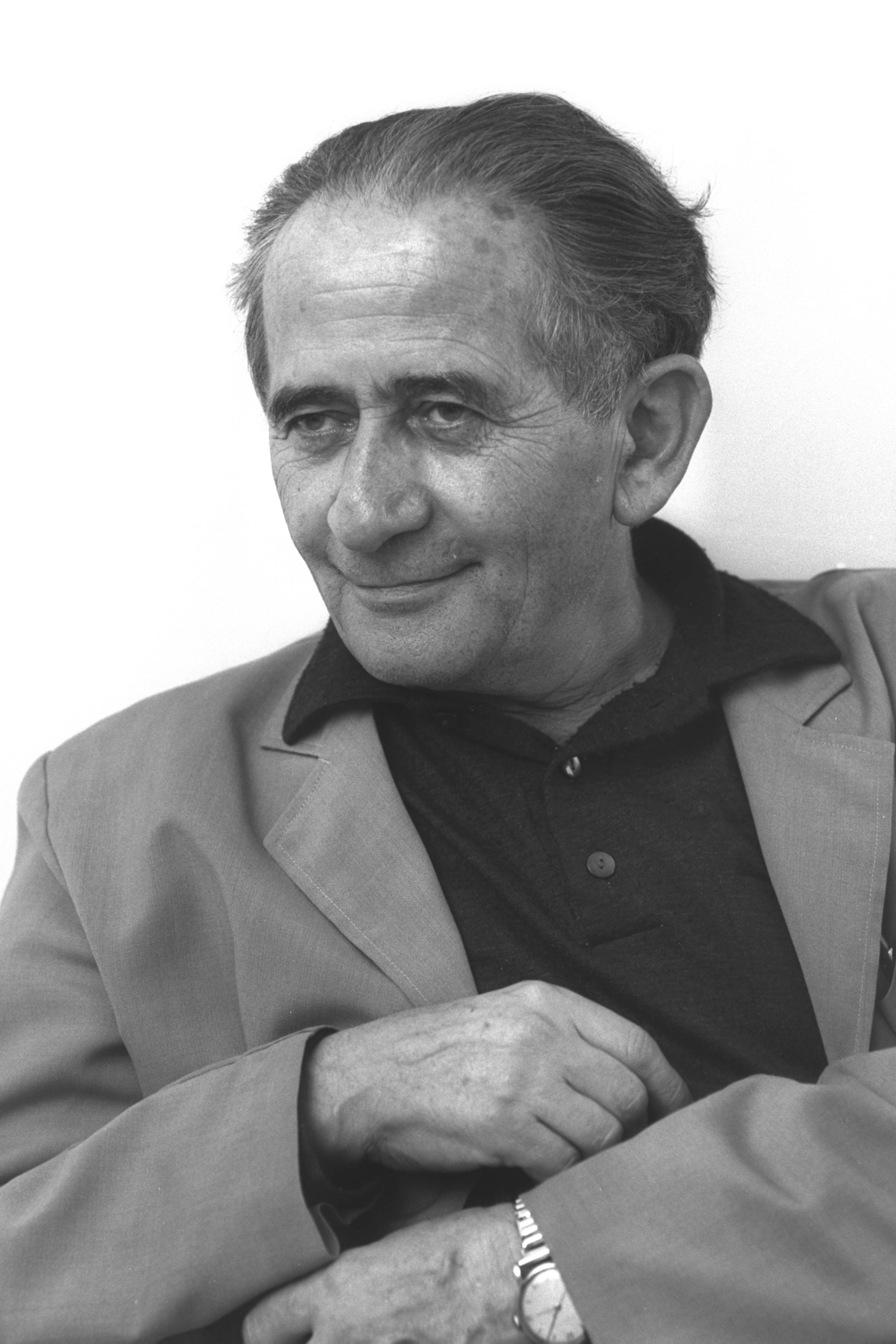
Schlomo Rosen

Schlomo Rosen (hebräisch שלמה רוזן; geboren als Schlomo Rosenzweig 21. Juni 1905 in Mährisch-Ostrau, Österreich-Ungarn; gestorben 7. Dezember 1985 im Kibbuz Sarid) war ein israelischer Politiker. 1926 wanderte er nach Palästina ein. Von 1933 bis 1935 kehrte er in seine Geburtsstadt in der Tschechoslowakei zurück, um für die Jugendbewegung Hashomer Hatzair tätig zu sein. Danach kehrte er nach Palästina zurück, wo er in der Kibbuzbewegung arbeitete.

## Leben
Rosen war Mitglied der Arbeiterpartei und wurde für diese am 1. November 1965 in die Sechsten Knesset gewählt, wo er Mitglied in zwei Ausschüssen war: dem Ausschuss für öffentliche Dienste, dessen Vorsitzender er war, und dem für Wirtschaft.
Nach der Gründung der HaMa’arach, dem Zusammenschluss von Mapam und Mifleget Poalei Erez Jisrael, kandidierte Rosen erneut für die Knesset und wurde am 28. Oktober 1969 wiedergewählt. In der Siebten Knesset war er stellvertretender Sprecher der Knesset, Mitglied im Finanzausschuss und im Ausschuss für Gewerkschaftsgesetzgebung sowie Vorsitzender des Unterausschusses für die Kontrolle des Staates. Unter Minister Natan Peled wurde er in der von Golda Meir geführte Regierung zum Stellvertreter des Ministers für die Integration von Einwanderern ernannt. In der Achten Knesset hatte Rosen keinen Sitz.
Nachdem er seit dem 20. November 1972 bereits stellvertretender Minister für die Integration von Einwanderern gewesen war, stieg er in der nächsten Regierung unter Golda Meir zum Minister auf, ein Amt, das er auch in der Nachfolgeregierung unter Jitzchak Rabin als Ministerpräsidenten behielt. Zusätzlich betraute Rabin ihn ab dem 16. Januar 1977 auch mit dem Wohnungsbauministerium.
Nach der Wahl am 17. Mai 1977 zur Neunten Knesset übernahm der Likud unter Menachem Begin die Regierungsgeschäfte, und Rosen verlor beide Ämter.